# Idioma korandje
Korandje (Korandje: kwạṛa n dzyəy; árabe: البلبالية, translit.al-Balbaliyyah) es un idioma Songhay del Norte que es, con mucho, el más al norte de los idiomas Songhay. Se habla alrededor del oasis argelino de Tabelbala por cerca de 3.000 personas; su nombre significa literalmente "lengua de la aldea". Aunque conserva una estructura básicamente Songhay, está muy fuertemente influenciada por los bereberes y los árabes; aproximadamente el 20% de la lista Swadesh de 100 palabras del vocabulario básico consiste en préstamos del árabe o bereber, y la proporción del léxico en su conjunto es considerablemente mayor.
Los únicos estudios publicados de Korandje basados en datos de primera mano son Cancel (1908), a un artículo de 45 páginas de un teniente francés que cubre gramática básica y vocabulario y un par de textos de muestra; Champault (1969), un estudio antropológico que contiene algunos materiales incidentalmente lingüísticamente relevantes, como oraciones y rimas; Tilmatine (1991, 1996), un artículo (publicado en alemán, luego reelaborado en francés) revisando a Cancel y Champault y agregando sobre una página de nuevos datos registrados por el autor; y Souag (2010a, 2010b), el primero argumentando el caso de los préstamos bereberes occidentales en el léxico, el último estudiando el efecto del contacto con el bereber y el árabe en su gramática.

## Fonología
Aún no se ha realizado ningún estudio fonológico completo de Korandje, justificado sistemáticamente por pares mínimos. Según Souag (2010), el sistema de vocales consiste en lax, ŭ [ʊ], ə̣̣ [ʌ] y tenso a [a], i, u, ạ [ɑ], ụ [o], mientras que El sistema de consonantes es el siguiente:

|                   |                   | Labial | Labial | Coronal | Coronal | Palatal | velar | velar | Uvular | Uvular | Faríngea | Glotal |
| ----------------- | ----------------- | ------ | ------ | ------- | ------- | ------- | ----- | ----- | ------ | ------ | -------- | ------ |
| plain             | lab.              | plain  | pha.   | plain   | lab.    | Palatal | plain | pha.  |        |        | Faríngea | Glotal |
| Nasal             | Nasal             | m      | mʷ     | n       |         |         |       |       |        |        |          |        |
| Oclusiva          | Muda              |        |        | t       | tˤ      |         |       | kʷ    | q      | qʷ     |          | ʔ      |
| Oclusiva          | voz               | b      | bʷ     | d       | dˤ      |         |       | gʷ    |        |        |          |        |
| Africada          | Muda              |        |        | t͡s      |         |         |       |       |        |        |          |        |
| Africada          | voz               |        |        | d͡z      |         |         |       |       |        |        |          |        |
| Fricativa         | Muda              |        |        | s       | sˤ      | (ʃ)     |       |       | x      | xʷ     | ħ        | h      |
| Fricativa         | voz               | f      | fʷ     | z       | zˤ      | (ʒ)     |       |       | ɣ      | ɣʷ     | ʕ        |        |
| Proximante        | Proximante        |        | w      | l       | lˤ      | j       |       |       |        |        |          |        |
| Vibrante múltiple | Vibrante múltiple |        |        | r       | rˤ      |         |       |       |        |        |          |        |

Los elementos entre paréntesis no suelen ser utilizados por los oradores más antiguos. Un clic bilabial está atestiguado en una palabra de conversación con un bebé.
Una propuesta anterior de Nicolaï (1981), basada en un corpus muy limitado de grabaciones proporcionadas por Champault, sugirió un inventario de fonemas más pequeño:
|                   | Labial | Coronal | Palatal | velar | Labiovelar | Glotal |
| ----------------- | ------ | ------- | ------- | ----- | ---------- | ------ |
| Oclusiva          | b      | t d     |         | k ɡ   | kʷ ɡʷ      |        |
| Africada          |        | ts dz   |         |       |            |        |
| Proximante        |        | l       | j       |       | w          |        |
| Fricativa         | f      | s z     | ʃ ʒ     | ɣ     |            | h      |
| Nasal             | m      | n       |         |       |            |        |
| Vibrante múltiple |        | r       |         |       |            |        |

## Gramática

### Pronombres
Los pronombres son: aγəy, I; ni tú ana, él / ella / eso; yayu, nosotros; ndzyu, you (plural); ini, ellos. Las formas posesivas son ʕan, mi; nən, tu; una, su / ella / su; yan, nuestro; ndzən, su (pl.); en, su. Los prefijos de acuerdo del sujeto en el verbo son ʕa- I; n-, tú; a-, él / ella / eso; ya-, nosotros; ndz-, usted (plural); i-, ellos.
Verbos
El imperativo infinitivo y singular son ambos el vástago (por ejemplo, "sueño" kani); el imperativo plural toma un prefijo wə- (wə-kkani "sleep! (pl.)"). Cancelar describe las c
| Castellano        | Pretérito       | Castellano             | Aoristo         |
| ----------------- | --------------- | ---------------------- | --------------- |
| dormí             | un xani         | yo duermo              | a (ba) am xani  |
| dormiste          | n (e) xani      | tu duermes             | n ba am xani    |
| él / ella dormía  | un xani         | él / ella / eso duerme | a âm xani       |
| nosotros dormimos | ia xani         | nosotros dormimos      | ia âm xani      |
| tu (pl.) dormiste | nd '(a) xani' ' | tu (pl.) duermes       | nd'ba âm xani   |
| durmieron         | ia xan          | ellos duermen          | 'iba am xani' ' |

De acuerdo con Tilmatine, los verbos se anulan al rodearlos con `as ... hé / hi, por ej. ni `as ba enγa hé> n`esbanγa hé" ¡no comas! ". 
"No" es hoho o ho: n'd'xani bînu, willa ho? "¿dormiste ayer, o no?".

### Sustantivos
El marcador plural más productivo es el clitic = yu, p. Ej. tsəksi "cabra"> tsəks = yu "cabras". Este marcador aparece al final de la "frase sustantiva central", la unidad que consta de sustantivo + número + adjetivo + demostrativo: por ejemplo, ạḍṛạ inẓa bya = γ = yu (montaña tres grandes = DEM = PL) "estas tres montañas grandes". Algunos préstamos bereberes conservan versiones de sus plurales originales, generalmente con el circunfijo (ts) i -...- ən, por ejemplo. awṛəẓ "tacón"> iwṛạẓən "tacones"; mientras que los morfemas involucrados son claramente de origen bereber, los detalles de este sistema difieren de cualquier idioma bereber atestiguado, y este plural se extiende a al menos un elemento de origen Songhay, tsạṛə̣w "cuchara"> tsiṛạwən. Algunos préstamos árabes retienen de manera similar los plurales árabes.
El posesivo es expresado por la partícula n, con el poseedor que precede al poseído: wi n tsə̣ffạ "cuchillo de mujer".

## Números
Los únicos números no árabes en uso normal son a-ffu "uno", inka "dos", y inẓa "tres". También existen sistemas de conteo "crípticos" (argot) y para niños. La sintaxis de los numerales en las frases nominales es complicada.